# International Standard Name Identifier
Lo International Standard Name Identifier (ISNI) è un identificatore per autori e contributori di pubblicazioni come libri, programmi TV, articoli di giornali; consiste in un numero di 16 cifre che possono essere facoltativamente suddivise in quattro blocchi. L'ultima delle 16 cifre può essere "X".
Sviluppato dall'organizzazione internazionale per la normazione (ISO) come Draft International Standard 27729 , la norma standard è stata pubblicata il 15 maggio 2012. Lo sviluppo e l'aggiornamento della norma sono responsabilità del technical committee 46, subcommittee 9 (TC 46/SC 9) dell'ISO.
Il codice ISNI, attraverso uno strumento che crea il codice appositamente, viene assegnato in modo univoco senza possibilità di codici identici.

## Usi
ISNI permette che una singola entità venga identificata tramite un numero unico. Questo numero unico può essere collegato a qualsiasi dei numerosi altri identificatori che vengono utilizzati in tutti i settori editoriali per identificare nomi e altre forme di identità.
Un esempio dell'uso di un tale numero è l'individuazione di un esecutore musicale che è anche uno scrittore, sia di musica e di poesie. Sebbene egli potrebbe essere identificato in molti diversi database utilizzando numerosi sistemi di identificazione diversi, in base al sistema ISNI, avrebbe avuto un unico record di collegamento ISNI. Tutti i diversi database potrebbero quindi scambiarsi i dati relativi a quella particolare identità senza ricorrere a metodi più imprecisi, come per esempio il mero confronto delle stringhe di testo che compongono i nomi. Un esempio che si potrebbe proporre è relativo alle difficoltà incontrate al momento di individuare un singolo 'Mario Rossi' in una banca dati bibliografica, poiché ci possono essere molti record per 'Mario Rossi', senza che sia facile capire quale record rappresenti lo specifico 'Mario Rossi' che stavamo cercando.
Se un autore ha pubblicato sotto diversi nomi o pseudonimi diversi, ognuno di tali nomi riceverà un proprio ISNI.
ISNI può essere utilizzato da biblioteche e archivi per la condivisione delle informazioni del catalogo; per una più precisa ricerca di informazioni on-line e nei database, e può aiutare la gestione dei diritti di proprietà intellettuale al di là dei confini nazionali e in ambito digitale.

### ORCID
Open Researcher and Contributor ID (ORCID) sono specifici identificatori, parte dei codici ISNI, utilizzati in particolare nell'ambito della ricerca scientifica e gestiti da una organizzazione separata. 
I singoli ricercatori possono creare un proprio identificatore ORCID.

## Amministrazione ISNI
ISNI è gestito da un'agenzia internazionale conosciuta come ISNI-IA. La società britannica senza fini di lucro ha tra i suoi soci la Confédération Internationale des Sociétés d´Auteurs et Compositeurs (CISAC), la Conference of European National Librarians (CENL), la International Federation of Reproduction Rights Organisations (IFRRO), la International Performers Database Association (IPDA), il Online Computer Library Center (OCLC) e ProQuest. È gestita da direttori nominati dai soci, nel caso della CENL, da rappresentanti della Biblioteca nazionale di Francia e dalla British Library.

## Assegnazione del numero ISNI
L'agenzia ISNI-IA utilizza un sistema che comprende una interfaccia utente, un data-schema, algoritmi di disambiguazione, e database che rispettano gli standard ISO. Il sistema è basato innanzitutto sul servizio Virtual International Authority File (VIAF), sviluppato da OCLC per la catalogazione nelle biblioteche.
L'accesso al sistema di assegnazione è controllato da enti indipendenti denominati 'registration agencies', che si riferiscono poi direttamente agli utenti, assicurando che i dati siano corretti e compensando la ISNI-IA per la manutenzione del sistema. Le agenzie di registrazione sono abilitate dalla ISNI-IA ma gestite e finanziate in maniera autonoma